# 권미혜
권미혜(1942년 12월 14일 ~ )는 대한민국의 배우이다.

## 드라마
- 1972년 KBS 일일연속극 《여로 》
- 1983년 KBS1 특집드라마 《하늘은 알고 있다》
- 1984년 KBS1 특집드라마 《불타는 바다》
- 1985년 KBS1 대하드라마 《새벽》
- 1985년 KBS1 특집드라마 《진도아리랑》
- 1985년 KBS1 특집드라마 《황토》
- 1986년 KBS2 단막드라마 《형사 25시》
- 1987년 KBS1 TV소설 《순애보》
- 1987년 MBC 월화드라마 《유혹》
- 1987년 KBS 대하드라마 《토지》- 야무네 역
- 1988년 KBS 주말연속극 《은혜의 땅》
- 1989년 KBS 수목드라마 《끝없는 사랑》
- 1990년 KBS 월화드라마 《겨울 나그네》- 민우 계모 역
- 1990년 KBS 일일연속극 《서울 뚝배기》- 안성댁 역
- 1994년 KBS 주말연속극 《남자는 외로워》
- 1995년 KBS 월화드라마 《장녹수》
- 1997년 KBS 특집드라마 《상사와 아내》

## 영화
- 1977년 사랑의 계절
- 1977년 이어도
- 1978년 흙
- 1980년 화려한 경험
- 1980년 느미
- 1992년 마지막 흰새